# Jiří Zdeněk Novák
Jiří Zdeněk Novák (n. 14 octombrie 1912, Praga, Austro-Ungaria – d. 3 septembrie 2001, Praga, Cehia) a fost un scriitor, scenarist și traducător ceh.

## Filmografie (selecție)
- Hrdinové mlčí (1946) – idee, scenariu
- Alena (1947) – scenariu
- Brankář bydlí v naší ulici (1958) – scenariu
- O medvědu Ondřejovi (1959) – idee, scenariu
- Jak se Franta naučil bát (1959) – idee, scenariu
- Jak se zajíček chtěl klouzat (1960) – idee

### Actor
- Kavárna na hlavní třídě (1953) – secretarul